# Sit siny
Sit siny (Juncus inflexus L.) – kępowa roślina wieloletnia z rośliny sitowatych. Zasięg obejmuje tereny w południowej i północnej Afryce, południowej i środkowej Azji oraz niemal całej Europie. Zawleczony został do Australii, na Nową Zelandię, do Urugwaju i Kanady. W Polsce gatunek pospolity niemal na całym obszarze (rzadszy na północno-wschodnich krańcach kraju). Rośnie w miejscach wilgotnych w górach po regiel górny.

## Morfologia

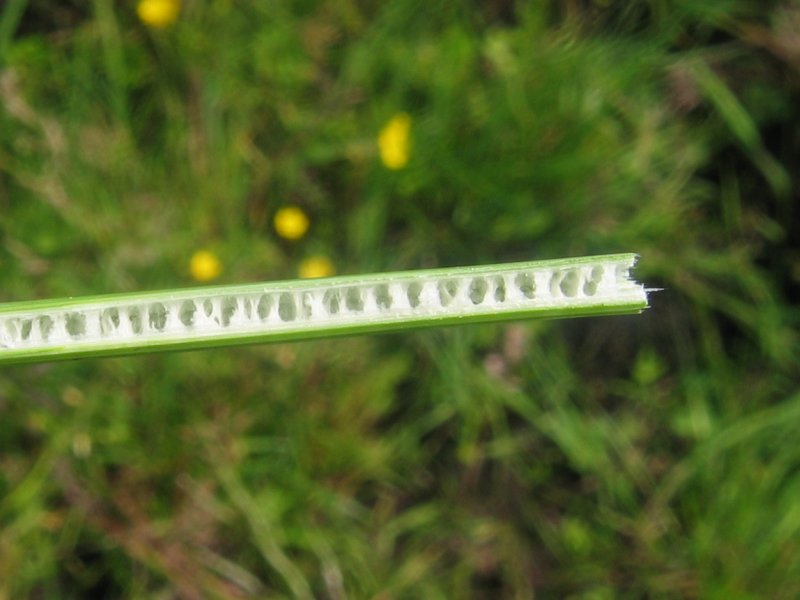
Przerywany rdzeń w łodydze

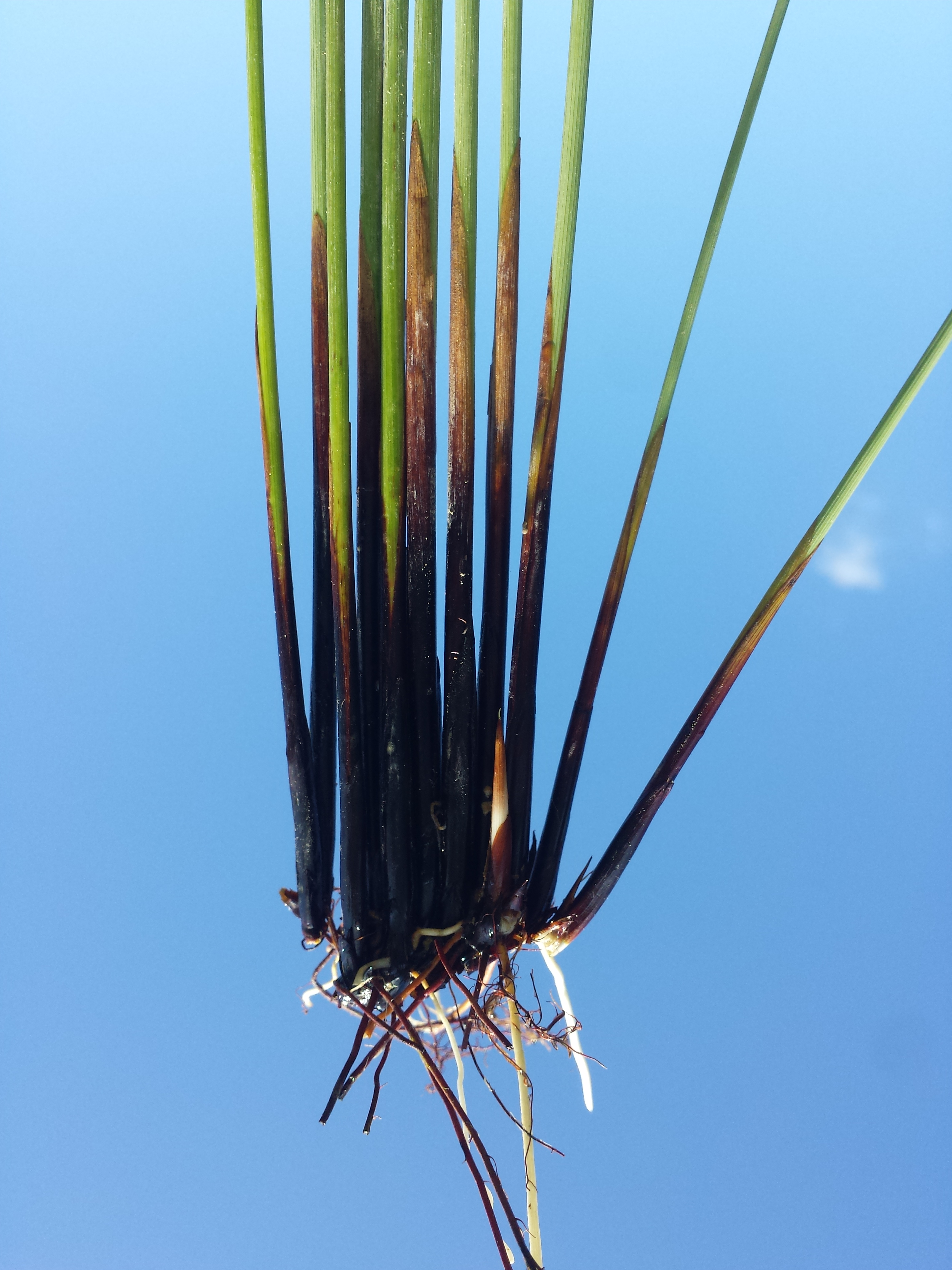
Czarnobrunatne łuski u nasady pędów

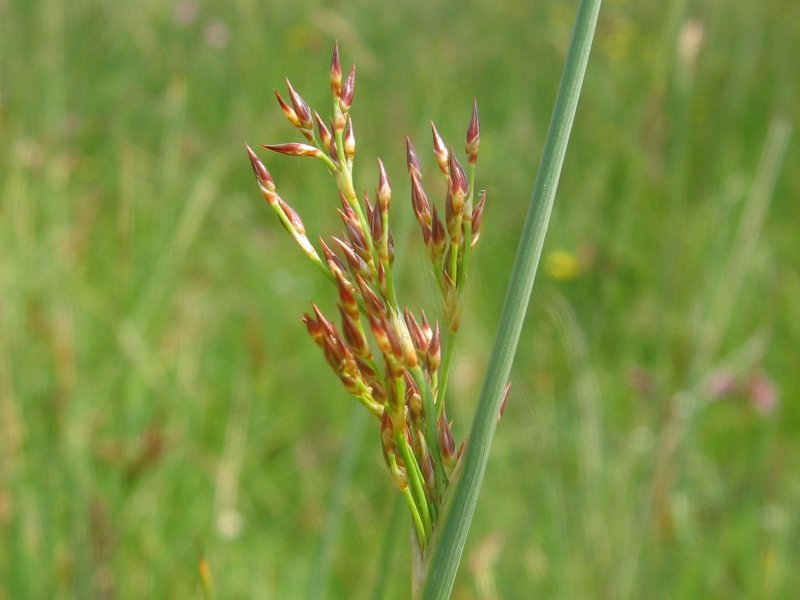
Kwiatostan

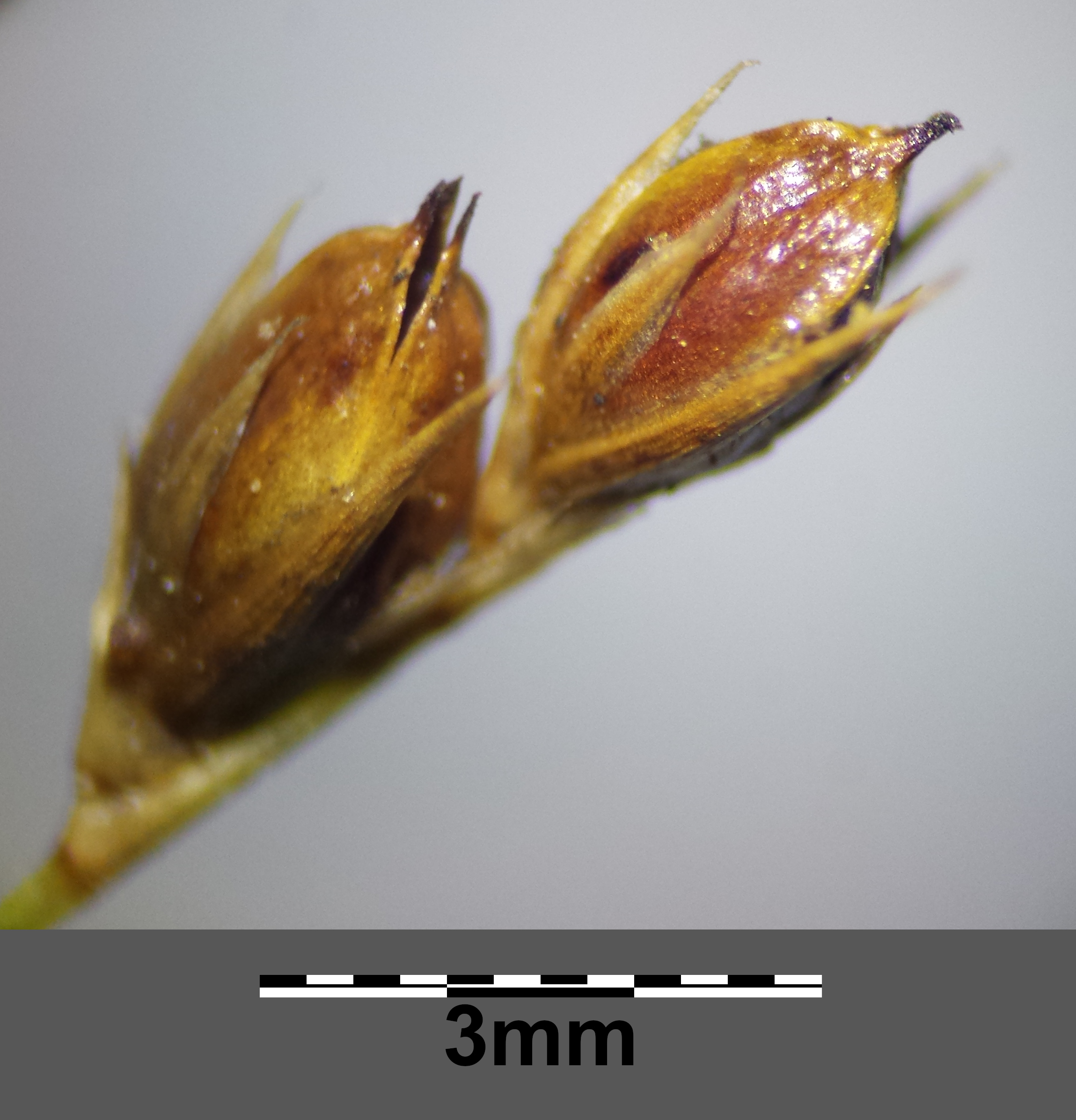
Owoce

PokrójTworzy duże, gęste kępy do 1 m wysokości z gęstą wiązką korzeni.
ŁodygiSzydlaste, bezkolankowe, modrosine, częściowo wypełnione rdzeniem (rdzeń przerywany), u nasady (poniżej poziomu gruntu) otulone łuskowatymi, czarnobrunatnymi i błyszczącymi pochwami. Łodygi żeberkowane.
LiścieWyłącznie odziomkowe, szydlaste, podobne do łodyg, też modrosine.
KwiatostanRozpierzchła, luźna wierzchotka szczytowa. Wygląda na boczną ponieważ u nasady wyrasta jako przedłużenie łodygi przysadka.
KwiatNiewielkie, okwiat rdzawy, pręcików 3–6. Kwitnie od czerwca do lipca.
OwocTorebka jajowata, błyszcząca, ciemnobrunatna, jajowato-trójkanciasta, z małym dzióbkiem na czubku. Nasiona są drobne, rdzawe.

## Biologia i ekologia
Rośnie na podmokłych łąkach i pastwiskach na glebach ciężkich i słabo przewietrzanych (poniżej 10% zawartości powietrza). Ekspansywny na siedliskach wilgotnych nazbyt intensywnie wypasanych lub wydeptywanych.

## Zmienność
Tworzy mieszańce z sitem rozpierzchłym i skupionym.